# Anomalie (Medizin)
Als Anomalie (von griech. anomalos ‚unregelmäßig‘) bezeichnet man in der Medizin Normabweichungen und Unregelmäßigkeiten. Die Abgrenzung zu den Begriffen Fehlbildung und Varietät wird in der medizinischen Literatur nicht einheitlich gehandhabt. Zumeist werden nur geringgradige Fehlbildungen als Anomalie bezeichnet und Varietäten nur dann, wenn sie klinische Erscheinungen hervorrufen. Anomalien sind zumeist angeboren (kongenitale Anomalie) und entstehen aus genetischen Defekten, durch Störungen in der Organogenese, Zerstörung oder Veränderung von Organen während der Fetalentwicklung oder durch toxikologische oder mechanische Einwirkungen auf das Ungeborene. Geringgradige Anomalien treten bei etwa 15 % der Neugeborenen auf. In der Pathogenetik steht der Begriff auch für strukturelle oder numerische Veränderungen der Chromosomen (→ Chromosomenanomalie).